# Olbia Calcio 1992-1993
Questa pagina raccoglie le informazioni riguardanti l'Olbia Calcio nelle competizioni ufficiali della stagione 1992-1993.

## Rosa
| N. |                   | Ruolo | Calciatore          |
| -- | ----------------- | ----- | ------------------- |
|    | Italia (bandiera) | C     | Renzo Birarda       |
|    | Italia (bandiera) | D     | Vanni Boldarin      |
|    | Italia (bandiera) | A     | Costantino Borneo   |
|    | Italia (bandiera) | C     | Francesco Comiti    |
|    | Italia (bandiera) | P     | Valentino Cucconato |
|    | Italia (bandiera) | C     | Dino De Julio       |
|    | Italia (bandiera) | D     | Michele Fadda       |
|    | Italia (bandiera) | C     | Emanuele Frattin    |
|    | Italia (bandiera) | C     | Mario Giua          |
|    | Italia (bandiera) | A     | Massimiliano Laghi  |
|    | Italia (bandiera) | D     | Massimo Mariani     |
|    | Italia (bandiera) | C     | Giovanni Masecchia  |

| N. |                   | Ruolo | Calciatore          |
| -- | ----------------- | ----- | ------------------- |
|    | Italia (bandiera) | C     | Alessandro Occhioni |
|    | Italia (bandiera) | P     | Armando Pantanelli  |
|    | Italia (bandiera) | A     | Andrea Petroni      |
|    | Italia (bandiera) | A     | Sebastiano Pitta    |
|    | Italia (bandiera) | C     | Riccardo Secci      |
|    | Italia (bandiera) | D     | Luca Sommella       |
|    | Italia (bandiera) | D     | Luigi Sottana       |
|    | Italia (bandiera) |       | Giovanni Spanu      |
|    | Italia (bandiera) | A     | Mauro Trovò         |
|    | Italia (bandiera) | C     | Ernesto Truddaiu    |
|    | Italia (bandiera) | A     | Stefano Udassi      |

## Risultati

### Campionato

#### Girone di andata
| 13 settembre 1992 1ª giornata | Olbia | 0 – 1 | Trento |  |

| 20 settembre 1992 2ª giornata | Lecco | 0 – 0 | Olbia |  |

| 27 settembre 1992 3ª giornata | Olbia | 1 – 0 | Aosta |  |

| 4 ottobre 1992 4ª giornata | Suzzara | 0 – 0 | Olbia |  |

| 11 ottobre 1992 5ª giornata | Olbia | 1 – 0 | Casale |  |

| 18 ottobre 1992 6ª giornata | Giorgione | 1 – 1 | Olbia |  |

| 25 ottobre 1992 7ª giornata | Olbia | 1 – 1 | Centese |  |

| 1º novembre 1992 8ª giornata | Oltrepò | 2 – 1 | Olbia |  |

| 8 novembre 1992 9ª giornata | Olbia | 1 – 2 | Ospitaletto |  |

| 22 novembre 1992 10ª giornata | Varese | 0 – 0 | Olbia |  |

| 29 novembre 1992 11ª giornata | Olbia | 1 – 0 | Novara |  |

| 6 dicembre 1992 12ª giornata | Mantova | 3 – 0 | Olbia |  |

| 13 dicembre 1992 13ª giornata | Olbia | 2 – 1 | Tempio |  |

| 20 dicembre 1992 14ª giornata | Fiorenzuola | 0 – 0 | Olbia |  |

| 27 dicembre 1992 15ª giornata | Olbia | 1 – 1 | Pergocrema |  |

| 24 gennaio 1992 16ª giornata | Solbiatese | 0 – 0 | Olbia |  |

| 31 gennaio 1993 17ª giornata | Olbia | 0 – 0 | Pavia |  |

#### Girone di ritorno
| 7 febbraio 1993 18ª giornata | Trento | 1 – 0 | Olbia |  |

| 14 febbraio 1993 19ª giornata | Olbia | 1 – 1 | Lecco |  |

| 21 febbraio 1993 20ª giornata | Aosta | 1 – 1 | Olbia |  |

| 7 marzo 1993 21ª giornata | Olbia | 3 – 0 | Suzzara |  |

| 14 marzo 1993 22ª giornata | Casale | 0 – 0 | Olbia |  |

| 21 marzo 1993 23ª giornata | Olbia | 1 – 0 | Giorgione |  |

| 28 marzo 1993 24ª giornata | Centese | 0 – 0 | Olbia |  |

| 4 marzo 1993 25ª giornata | Olbia | 2 – 1 | Oltrepò |  |

| 18 aprile 1993 26ª giornata | Ospitaletto | 0 – 0 | Olbia |  |

| 25 aprile 1993 27ª giornata | Olbia | 0 – 0 | Varese |  |

| 2 maggio 1993 28ª giornata | Novara | 1 – 1 | Olbia |  |

| 9 maggio 1993 29ª giornata | Olbia | 0 – 0 | Mantova |  |

| 16 maggio 1993 30ª giornata | Tempio | 1 – 3 | Olbia |  |

| 23 maggio 1993 31ª giornata | Olbia | 0 – 0 | Fiorenzuola |  |

| 30 maggio 1993 32ª giornata | Pergocrema | 3 – 2 | Olbia |  |

| 6 giugno 1993 33ª giornata | Olbia | 2 – 1 | Solbiatese |  |

| 13 giugno 1993 34ª giornata | Pavia | 1 – 2 | Olbia |  |